# Aricidea minuta
Aricidea minuta är en ringmaskart som beskrevs av Southward 1956. Aricidea minuta ingår i släktet Aricidea och familjen Paraonidae. Arten är reproducerande i Sverige. Inga underarter finns listade i Catalogue of Life.